# Strażnica WOP Dołhobyczów
Strażnica Wojsk Ochrony Pogranicza Bełz/Tudorkowice/Dołhobyczów – zlikwidowany podstawowy pododdział Wojsk Ochrony Pogranicza pełniący służbę graniczną na granicy polsko-radzieckiej.

Strażnica Straży Granicznej w Dołhobyczowie – zlikwidowana graniczna jednostka organizacyjna Straży Granicznej realizująca zadania bezpośrednio w ochronie granicy państwowej z Ukrainą.

## Formowanie i zmiany organizacyjne
Strażnica została sformowana w 1945 w strukturze 33 komendy odcinka jako 150 strażnica WOP (Bełz) o stanie 56 żołnierzy. Kierownictwo strażnicy stanowili: komendant strażnicy, zastępca komendanta do spraw polityczno-wychowawczych i zastępca do spraw zwiadu. Strażnica składała się z dwóch drużyn strzeleckich, drużyny fizylierów, drużyny łączności i gospodarczej. Etat przewidywał także instruktora do tresury psów służbowych oraz instruktora sanitarnego.

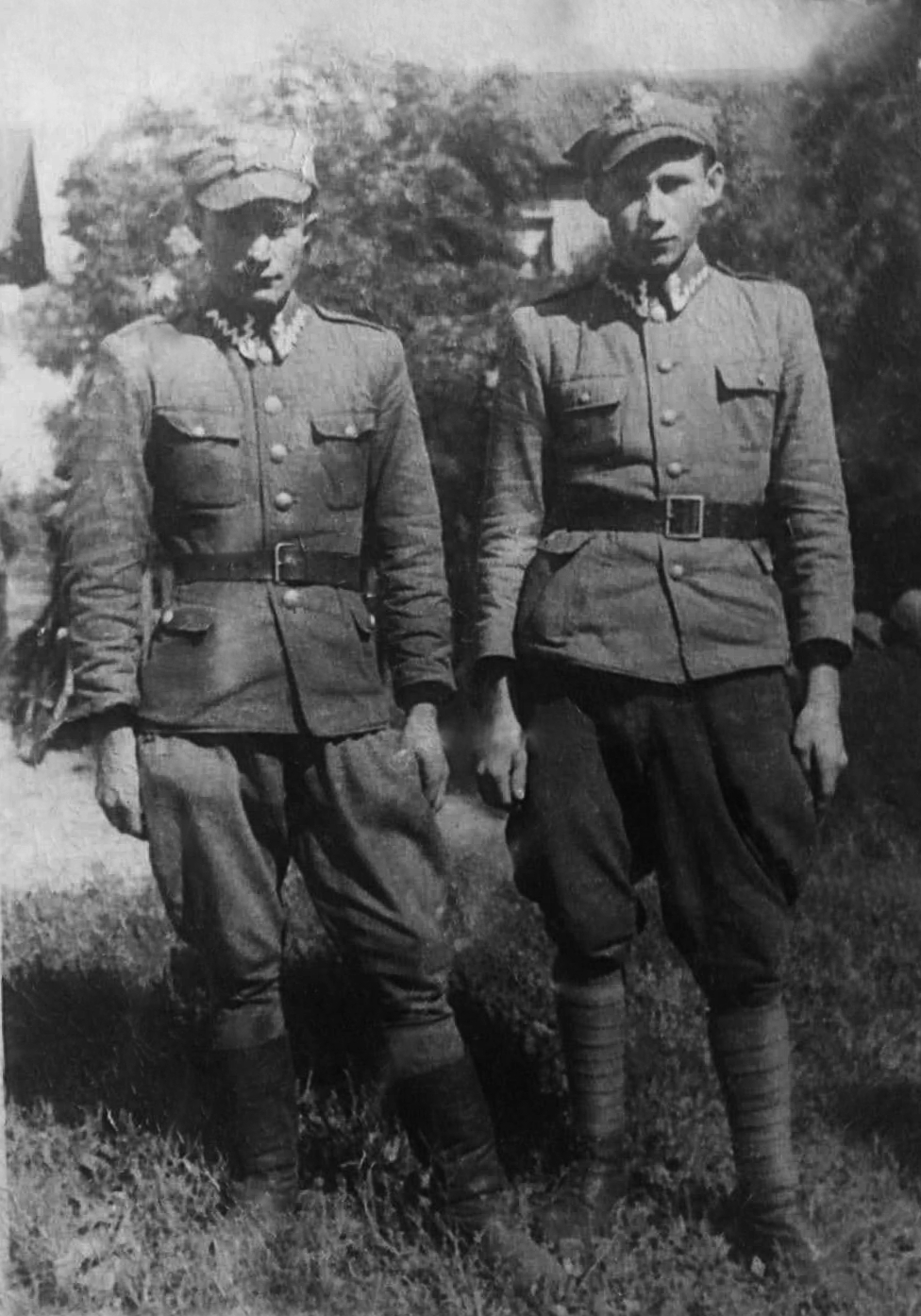
Żołnierze strażnicy WOP Tudorkowice (1945)

W 1945 i na początku 1946 trzy strażnice 33 komendy odcinka, w tym 150 strażnica WOP, pozostawały w Chełmie.
31 października 1946 151 strażnica WOP przeszła z miejscowości Zaburze do miejscowości Krystynopol. Na miejsce 151 strażnicy weszła 150 strażnica z Tudurkowic.
5 marca 1947 strażnica nr 150 przeniosła się z Zaburza do miejscowości Żwirka.
W związku z reorganizacją oddziałów WOP, 24 kwietnia 1948 150 strażnica OP Tudorkowice została włączona w struktury 27 batalionu OP w miejscowości Bełz, a 1 stycznia 1951 234 batalionu WOP.
W 1951 została wytyczona nowa linia graniczna. Zaistniała potrzeba przeniesienia strażnic. 150 strażnica WOP Tudorkowice przeniesiona została do miejscowości Dołhobyczów.
Od 15 marca 1954 wprowadzono nową numerację strażnic, a strażnica WOP Dołhobyczów IV kategorii otrzymała nr 147 w skali kraju
 i była w strukturach 234 batalionu WOP w Tomaszowie Lubelskim.
Reorganizacja, jaką przechodziły Wojska Ochrony Pogranicza w czerwcu 1956, doprowadziły do likwidacji 23 Brygady i podległych jej pododdziałów. W miejsce zniesionej jednostki utworzono dwie samodzielne: Grupę Manewrową Wojsk Ochrony Pogranicza Tomaszów (Chełm) Lubelski i Samodzielny Oddział Zwiadowczy WOP Chełm do którego została włączona Placówka WOP Strzyżów. 1 maja 1957, na bazie Grupy Manewrowej i Samodzielnego Oddziału Zwiadowczego WOP zorganizowano 23 Chełmski Oddział WOP a od 1959 nadano 23 Oddziałowi nazwę regionalną: 23 Chełmski Oddział WOP.
W 1964 w Dołhobyczowie stacjonowała Placówka WOP nr 2 w strukturach 23 Chełmskiego Oddziału WOP, który funkcjonował do 30 maja 1976.
W 1976 odtwarzano brygady na granicy ze Związkiem Radzieckim. Na bazie 23 Chełmskiego Oddziału WOP sformowano Nadbużańską Brygadę WOP. W jej strukturach 1 czerwca 1976, na bazie Placówki WOP Dołhobyczów zorganizowano Strażnicę WOP Dołhobyczów.
1 października 1989 rozformowana została Nadbużańska Brygada WOP, na jej bazie powstał Nadbużański Batalion WOP, a Strażnica WOP Dołhobycze wraz z batalionem została włączona w struktury Bieszczadzkiej Brygady WOP w Przemyślu i tak funkcjonowała do 15 maja 1991.
Straż Graniczna:
16 maja 1991 ochronę granicy państwowej przejęła nowo sformowana Straż Graniczna. Strażnica w Dołhobyczowie została włączona w struktury Nadbużańskiego Oddziału Straży Granicznej w Chełmie i przyjęła nazwę Strażnica Straży Granicznej w Dołhobyczowie (Strażnica SG w Dołhobyczowie).
W 2002 miała status strażnicy SG I kategorii.
Jako Strażnica Straży Granicznej w Dołhobyczowie funkcjonowała do 23 sierpnia 2005 i 24 sierpnia 2005, Ustawą z 22 kwietnia 2005 O zmianie ustawy o Straży Granicznej..., została przekształcona na Placówkę Straży Granicznej w Dołhobyczowie (PSG w Dołhobyczowie) w strukturach Nadbużańskiego Oddziału Straży Granicznej.

## Ochrona granicy
1 stycznia 1964 na ochranianym odcinku funkcjonowało przejście graniczne uproszczonego ruchu granicznego (urg), w którym kontrolę graniczną i celną osób, towarów oraz środków transportu wykonywała 2 placówka WOP Dołhobyczów:
- Dołhobyczów.

Od 24 stycznia 1986 na odcinku strażnicy zaczął funkcjonować Punkt Uproszczonego Przekraczania Granicy Dołhobyczów-Uhrynów. Przekraczanie granicy odbywało się na podstawie przepustek. Kontrolę graniczną i celną osób towarów oraz środków transportu wykonywała strażnica WOP Dołhobyczów.
Straż Graniczna:
Strażnica SG w Dołhobyczowie ochraniał wyłącznie lądowy odcinek granicy państwowej z Ukrainą o długości 15 790 m, do miejsca gdzie rzeka Bug wpływa na teren Polski. Na całym odcinku utrzymywany był orny pas kontrolny, wyjątek stanowiły miejsca bagniste i mocno zakrzaczone.

## Wydarzenia

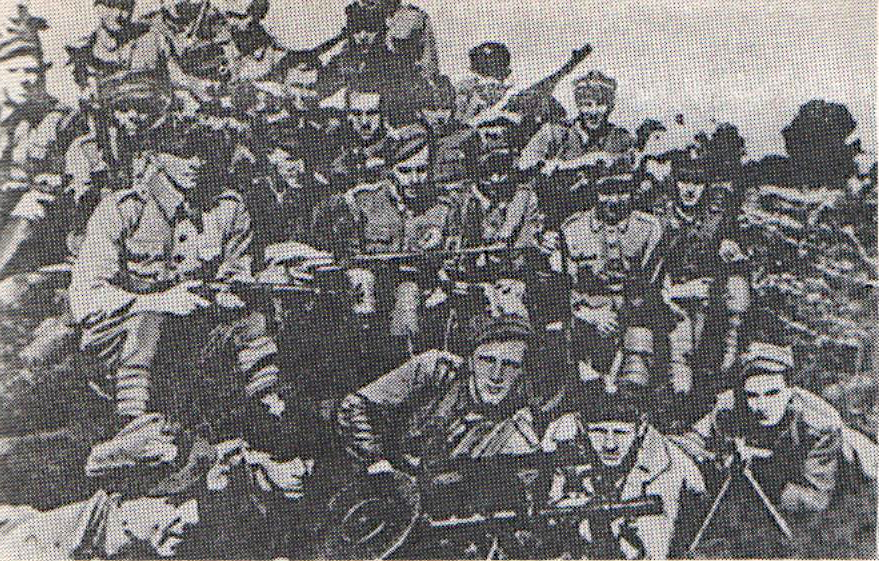
Załoga strażnicy WOP Tudorkowice, która stawiła 21.09.1945 skuteczny opór oddziałowi UPA. (maj 1945)

- 1946 – 21 września banderowcy UPA zamierzali zlikwidować strażnicę WOP Tudorkowice. Byli uzbrojeni w broń maszynową. Starszy szeregowy Augustyn Flak[j] był wówczas celowniczym na stanowisku RKM-u. Załoga strażnicy WOP przetrwała natarcie, jednak żołnierz poległ[22]. Za odwagę i bohaterską postawę wobec wroga, która nie opuszczała żołnierzy do końca, strażnica została udekorowana Srebrnym Krzyżem Orderu Virtuti Militari. Pośmiertnie szer. Augustynowi Flak nadano Krzyż Walecznych[23][24]. W trzydziestą rocznicę utworzenia Wojsk Ochrony Pogranicza tj. 10 czerwca 1975, st. szer. Augustyn Flak s. Michała, strzelec 150 strażnicy 36 komendy odcinka WOP wpisany został do „Honorowej Księgi Zasłużonych dla WOP” jako zasłużony żołnierz WOP, który oddał życie w walce o utrwalanie władzy ludowej i zabezpieczenie granicy państwowej[25]. W 1975 wydany został album przedstawiający skrótowo wybrane sylwetki kilkunastu poległych żołnierzy. Jednym z nich był właśnie pochodzący z górniczej rodziny Augustyn Flak[22].
- 1976 – wycofano ostatecznie z granicy rowery, zastępując je motocyklami małolitrażowymi; WSK-175 dla kadry i WSK-125 dla żołnierzy służby zasadniczej (5–13 motocykli w zależności od obsady i na jakiej granicy). Wyposażone w łączność radiową motocykle stały się podstawowym środkiem transportu w służbie patrolowej i rozpoznawczej[26].

## Strażnice sąsiednie
- 149 strażnica WOP Kosmów ⇔ 151 strażnica WOP Krystynopol – 1946
- 149 strażnica WP Kryłów ⇔ 151 strażnica OP Krystynopol – 24.04.1948
- 146 strażnica WOP Kryłów ⇔ 148 strażnica WOP Dłużniów – 15.03.1954
- 3 placówka WOP Strzyżów ⇔ 1 placówka WOP Hrebenne – 1.01.1960
- 3 placówka WOP Hrubieszów ⇔ 1 placówka WOP Hrebenne – 1.01.1964
- Strażnica WOP Hrubieszów ⇔ Strażnica WOP Lubycza Królewska – 1.06.1976[13]

Straż Graniczna:
- Strażnica SG w Hrubieszowie ⇔ Strażnica SG w Lubyczy Królewskiej – 16.05.1991[27]
- Strażnica SG w Hrubieszowie ⇔ Strażnica Straży Granicznej w Łaszczowie – 5.05.1994[28]
- Strażnica SG w Kryłowie ⇔ Strażnica SG w Łaszczowie – 4.09.2001[29].

## Dowódcy strażnicy
- ppor. Władysław Pluszcz (był w 1946)[30]
- ppor./por. Junkiewicz[31] (był 21.09.1946)[23]
- chor. Stanisław Romanowski (był w 1953)
- Kazimierz Rogalski (1.10.1973–27.10.1975)[32]
- Witold Czerwonka (1.06.1976–31.08.1980)[33]
- Zenon Gołka (1.10.1980–9.05.1989)[34].